# 核保有国の一覧

核兵器拡散状況
核保有国
核共有参加国
NPT締結国
非核兵器地帯

核保有国の地図
NPT核保有国（アメリカ・フランス・イギリス・中国・ロシア）
NPT非批准の核保有国（インド・パキスタン・北朝鮮）
事実上の核保有国（イスラエル）
NATOの核共有協定国
過去の保有国

核保有国の一覧（かくほゆうこくのいちらん）は、核兵器を保有しているか、または保有している可能性が高いと国際社会から見做されている国々の一覧。

## 概要
2022年現在、核実験を公式に成功させた国々は8ヶ国である。

### NPT（核拡散防止条約）の核保有国
- アメリカ
- フランス
- イギリス
- 中国
- ロシア（ソ連からの継承）

この5ヶ国であり、国連安保理の常任理事国となっている。

### それ以外（NPT非批准）の国々
- インド
- パキスタン
- 北朝鮮

### 核保有が確実視されている国
- イスラエル

### 核開発疑惑国
- イラン
- シリア
- ミャンマー

NPTは1970年3月に発効したが、この条約が「特定の国家のみに核保有の特権を与える差別条約である」として加盟しなかった国々もある。NPTの発効後に核実験を行なった国々はインド・パキスタン・北朝鮮である。このうちインド・パキスタンは最初からNPTに加盟しておらず、北朝鮮は1993年3月にNPT脱退を表明し、その後2003年1月になって実際に脱退している。
またイスラエルもNPT非加盟国であり、国際社会から核兵器を保有しているとみなされているが、公式には核保有を肯定も否定もしない政策を取っている。その他に南アフリカは冷戦期に一度は核兵器を開発したが、その後全ての核を放棄し、1991年7月にNPTに批准した。2005年にはイランの核開発疑惑が発生し、現在も続いている。

## 各国の核兵器の概数
下表は核保有国（及び疑惑国）と、2023年1月時点の保有核弾頭数・初めての核実験の年・NPT及びCTBT（包括的核実験禁止条約）への対応状況である。各種の核軍縮条約で自身の保有する核兵器数を公開しているアメリカとロシアを除いて保有核弾頭数の大半は概数であり、イスラエルや北朝鮮などかなり信頼性の低いデータも含まれている。
| 国名                          | 核弾頭数（配備数/総数） | 初核実験（年・実験名）         | NPT  | CTBT |
| NPTにおける核保有国（五大国） |                         |                                |      |      |
| アメリカ                      | 1,700 / 5,244           | 1945年・トリニティ             | 批准 | 署名 |
| フランス                      | 280 / 290               | 1960年・ジェルボアーズ・ブルー | 批准 | 批准 |
| イギリス                      | 120 / 225               | 1952年・ハリケーン             | 批准 | 批准 |
| 中国                          | n.a. / 410              | 1964年・596                    | 批准 | 署名 |
| ロシア                        | 1,674 / 5,889           | 1949年・RDS-1                  | 批准 | 批准 |
| NPT非批准国                   |                         |                                |      |      |
| インド                        | n.a. / 164              | 1974年・微笑むブッダ           | 未   | 未   |
| パキスタン                    | n.a. / 170              | 1998年・チャガイI              | 未   | 未   |
| 北朝鮮                        | n.a. / 30               | 2006年・北朝鮮の核実験         | 脱退 | 未   |
| 核保有が確実視される国        |                         |                                |      |      |
| イスラエル                    | n.a. / 90               | 1979年(？)・ヴェラ事件         | 未   | 署名 |

## 現在の核保有国

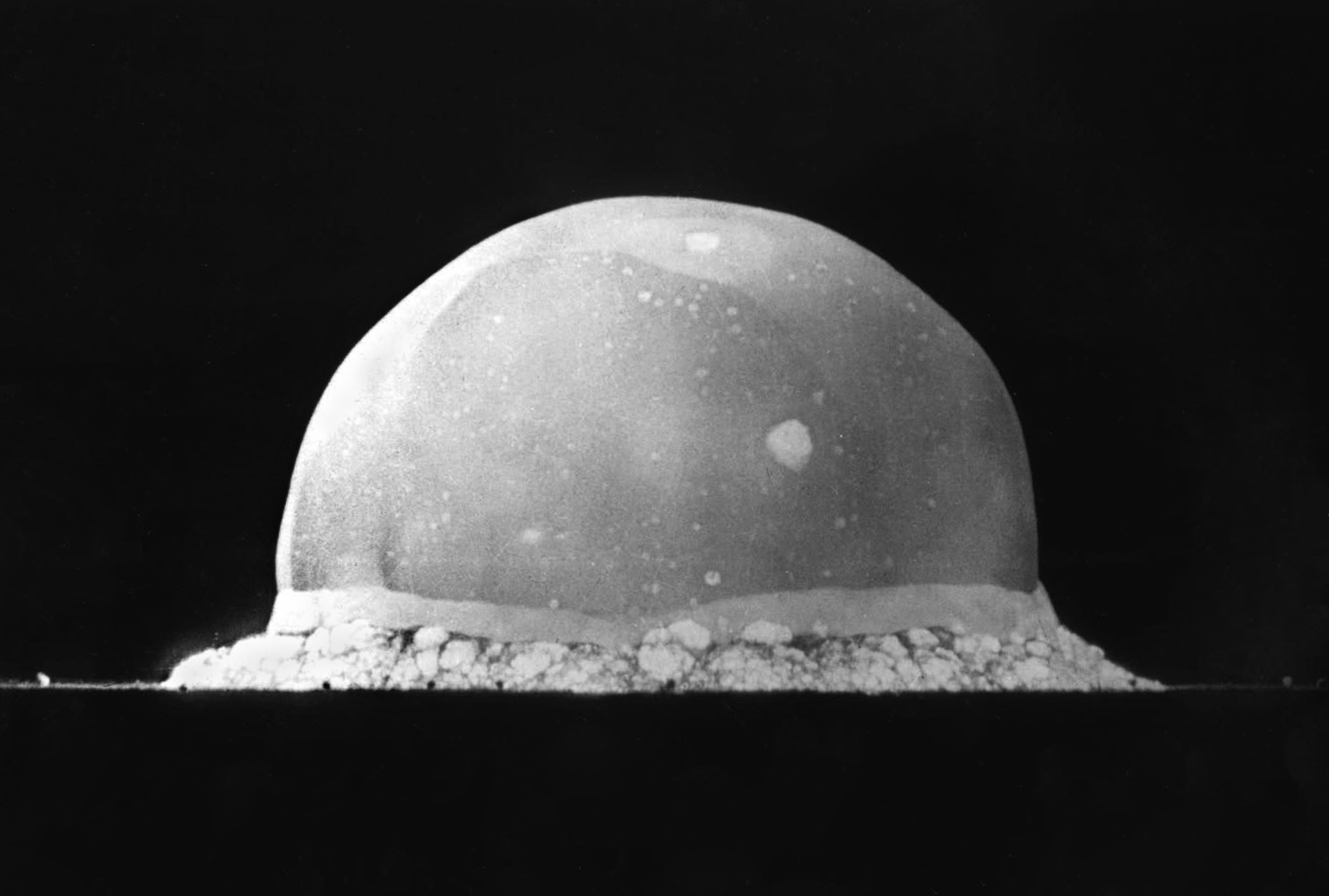
1945年のアメリカトリニティ実験における核爆発の火球

1945から2014年までのアメリカとソ連（ロシア）の核兵器備蓄数の変化

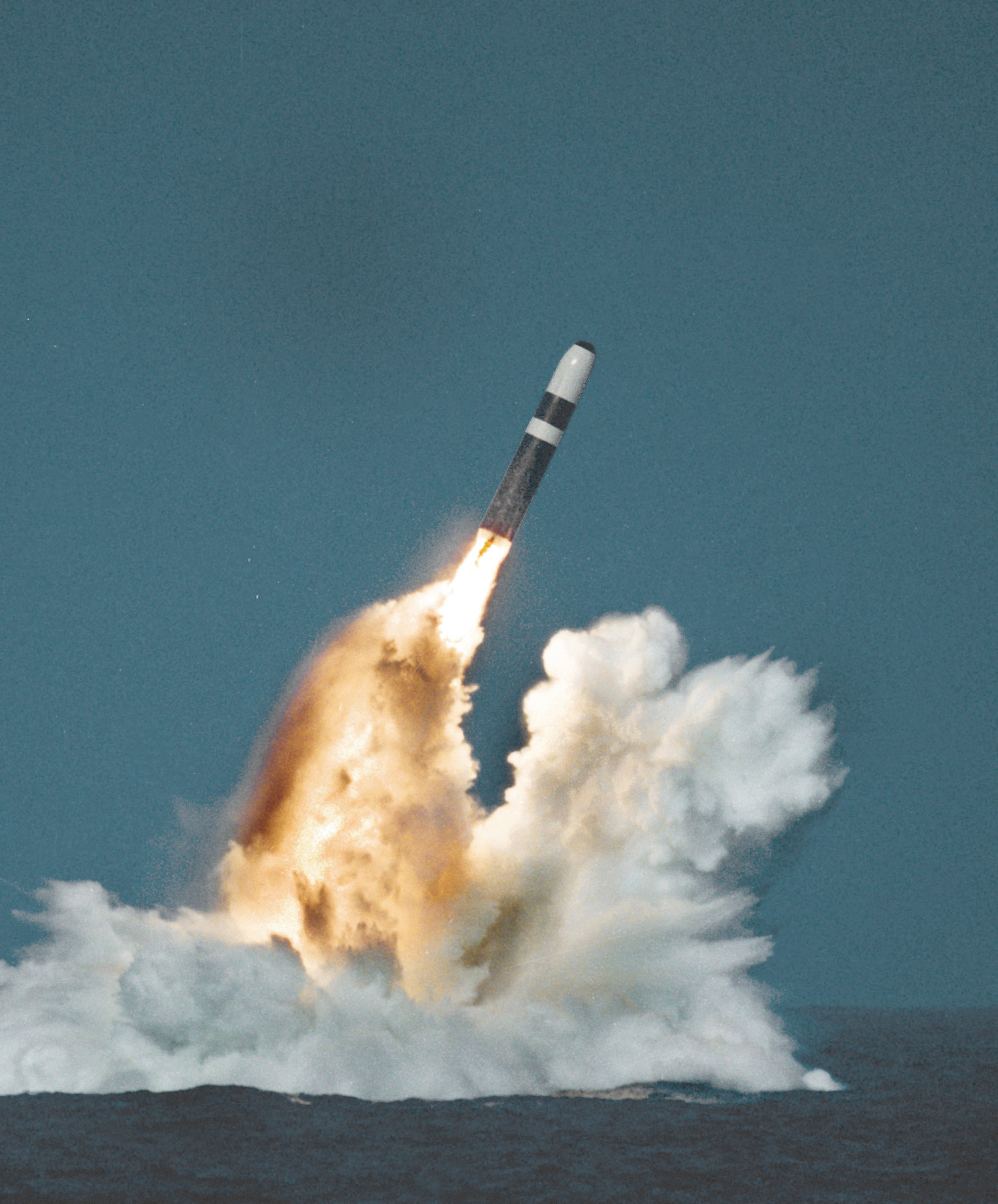
イギリスのヴァンガード級原子力潜水艦から発射されるトライデントミサイル

### 五大国（NPT批准国）
- アメリカ

アメリカは、各国に先駆けて人類で初めて第二次世界大戦中に核兵器を開発した国である。マンハッタン計画の一環として、カナダ及びイギリスと協力しながら、ナチス・ドイツの脅威から逃れてきた亡命ユダヤ人を中心として原子爆弾の開発を行なった。1945年にはトリニティ実験として人類初の核実験を実施し、日本の広島および長崎では実際に兵器として使用した。現在においても、実戦で兵器として市街地にて核を使用し、民間人を大量虐殺したのはアメリカのみである。
アメリカは、ソ連が1949年に核を保有するまで唯一の核保有国であった。また、アメリカは世界初の水素爆弾開発国でもある。1952年には「アイヴィー・マイク」と称する水爆実験を、1954年には実戦配備しうる小型の水爆を完成させた。冷戦期間中を通じて、アメリカは核兵器の近代化と保有数の拡大に努めてきたが、1992年以降は新規の核兵器の配備を行なっていない。
2002年のブッシュ政権における「核態勢の見直し」（NPR:Nuclear Posture Review）では、ロシアの脅威に基づき核戦力を決定するのをやめ、友好国の安全保障上、必要最低限の水準の核戦力を維持するとともに、今後は核戦力のみならず、通常戦力と防衛システムを含めた新たな抑止力が必要であるとしている。
2009年にオバマ政権はプラハ演説において、米大統領として初めて「核のない世界」の実現に向けた取り組みを表明し、安全保障における核兵器の依存度を提言する措置として、新STARTなどの軍縮・軍備管理の取り組みを促進した。 2010年のNPRでも、核テロと核拡散の防止を核問題の最優先課題に位置づけるとともに、戦力構成の面では潜水艦発射型核トマホーク（TLAM-N）を退役させ、その再配備オプションを放棄することなどが明記された。
トランプ政権は、2018年のNPRで、2010年以降、安全保障環境は急速に悪化し、これまでにない脅威や不確実性がもたらされていると指摘した。そのうえで極限の状況には、通常兵器によるアメリカ及び同盟国に対する攻撃にも核で報復する可能性を明示するとともに、先制不使用政策は採用せず、核で対応する可能性がある状況への曖昧性を保持する政策を維持する考えも示した。戦力構成面では、既存のSLBMの一部の弾頭を改修し低出力化した「小型核」を開発し、核能力の柔軟性及び多様性を高めることにより抑止力の実効性を確保することに努めた。またトランプ政権はINFについて、ロシアが条約を遵守していないとして、2019年8月2日に脱退し、これまで同条約で発射試験や生産・保有が規制されていた中距離射程を有する通常弾頭搭載地上発射型ミサイルの開発を進めている。
バイデン政権は2022年のNPRで、中国を「対応を絶えず迫ってくる挑戦」と位置づけて、核抑止力を評価する上でより重要な要素になっているとした。2030年代には、ロシアに続いて中国も核大国となる考えを示し、史上初めて2つの核大国に直面することになると評価している。ロシアは戦路上、核兵器を重視し、核戦力の近代化及び拡張を続け、修正主義的安全保障政策を支えるために核兵器を振りかざし、アメリカや同盟国などにとって永続的な存立にかかわる脅威との認識を示しつつ、敗北を避けるための限定的な核使用の可能性にも言及している。
このような核をめぐる情勢認識を示したうえで、核兵器の役割低減をアメリカの目標とし、核のリスクを削減するため、他の核保有国との関与を追求し続ける考えを表明した。また、宣言的政策として、核兵器の基本的な役割は、敵の核攻撃を抑止することであり、極限の状況下においてのみ核兵器の使用を検討するとし、「先行不使用」及び「唯一の目的」を含めた宣言的政策については、アメリカや同盟国に戦路レベルの損害を与え得る脅威を抑止する必要性から採用しないが、「唯一の目的」への移行目標は保持するとの考えを示した。
中国とロシアが拡張主義的な目標を達成するために、限定的な核恫喝を伴う戦略をとっていることを認識した上で、そうした戦略に対抗するためにアメリカの抑止力を調整する柔軟性を持つべきだと指摘。柔軟に調整可能な核戦力として、現在運用中の低出力核弾頭搭載SLBM（潜水艦発射弾道ミサイル）は維持するが、前回のNPRで示された海洋発射型核搭載巡航ミサイル計画は中止を表明した。また、NATOの核任務を支援するため、核・非核両用機 （DCA) の役割をF-ISEから F-35Aに移行する計画を示している。また、2021年2月にロシアとの間で5年間の期限延長を合意した新STARTは2023年2月にプーチン大統領が履行の一時停止を発表したことから、今後の核軍備管理の動向が注目される。
- ロシア（ 旧ソ連）

アメリカに遅れること4年、ソ連は初めての原爆実験RDS-1を1949年に実施した。ソ連の核開発は、部分的にはスパイの功績によるところがあるという。ソ連は全世界で2番目に核実験を実施した国である。核開発の直接の目的は、冷戦中にアメリカとの力の均衡を維持するためだった。1955年には初のメガトン級の水爆実験を成功させている。また、ソ連は人類史上最大の威力を誇る核兵器「ツァーリ・ボンバ」を製造している。これは100Mtの出力があったが、放射性物質の拡散を防ぐために50Mtまで出力を下げて実験が実施された。ただし、その巨大さゆえにICBMに搭載できないなど、非実用的な兵器であったようである。1991年12月のソ連崩壊後は、ソ連が保有していた核兵器は主にロシアに引き継がれた。ソ連崩壊時の管理体制の緩みから、国外へ核技術が流出したのではないかという懸念がある。
2009年5月にロシアが発表した『2020年までの国家安全保障戦略』という国家戦略に関する文書によると、米大統領であるオバマの「核なき世界」の理念には共感を示しつつも、短期的にはロシアの大国としての地位を担保する核兵器を放棄しないことは確実と見られる。
2009年10月に露安全保障会議書記のニコライ・パトルシェフが明らかにしたところによると、ロシアは核による先制予防攻撃の条件緩和を検討しているという。これは、拡大するNATOへの対抗及び国際紛争の力点が大規模衝突から低強度紛争へ移っていくという予測からだとされている。
- イギリス

アメリカがマンハッタン計画で得たデータを引き継ぎ、イギリスは1952年に核実験ハリケーンを成功させた。イギリスは西側の欧州諸国の中では、最初に核兵器の開発と核実験を実施した国である。イギリスの核開発の目的は、ソ連に対する抑止力という観点からだったようである。イギリスの水爆完成は1957年である。またイギリスは4隻のヴァンガード級原子力潜水艦に装備されたトライデントSLBMシステムを保持している。いまだ議論はあるものの、イギリス政府は次の10年ほどの間に現在のトライデントシステムを交換することを表明している。核ドクトリンについては、『英国の核抑止に関する将来』とする2006年12月の白書で決定している。近い将来における、イギリスや同盟国への直接的な国家間伝統的・戦略的脅威の再出現に備える必要はないとしながらも、国際安全保障環境は予測不可能であり、2020年代においてもSLBMに基づく独自の核抑止力を保持するとしている。
- フランス

フランスは1960年に、ほぼ独自の研究成果を元に核実験（ジェルボアーズ・ブルー）を成功させた。核開発の動機は、スエズ危機時のソ連と西側諸国との間に生じた外交的緊張を契機として、フランスが自国の外交力・軍事力の貧弱さに気付いたためだとされている。また、植民地時代後の冷戦期に、イギリスに次ぐ大国としての（かつての）地位を保持することも目的としていた（「フランスの核戦力」の項を参照）。フランスの水爆完成は1968年である。冷戦後、フランスは175発の核弾頭を削減し、弾道ミサイル原子力潜水艦（SSBN）と中距離空対地ミサイルの更新に合わせてそれらの核弾頭も更新した。しかしながら、新しい核兵器を開発中であり、刷新された核部隊がアフガニスタンでの不朽の自由作戦中に訓練を行なった。2006年には、当時大統領であったジャック・シラクが「フランスに対する大量破壊兵器を用いたテロに対しては、核兵器による反撃をもって対応する」と発言している。2008年3月21日には、大統領のニコラ・サルコジが核戦力について、核拡散などのリスクが存在する中で死活的利益を侵す国家からの攻撃に対してフランスを究極的に守るものとの見解を示した。同時に、航空機発射型核戦力の1/3を削減し、核弾頭数を300以下に削減することを発表。2015年2月19日、オランド大統領がその完了を報告した。 2020年2月7日、マクロン大統領は、演説において核抑止力が国家主権の独立と防衛に不可欠であることを主張しつつ、多国間協議による核軍縮の必要性も訴えた。また、フランスの核兵器をEUの共有する抑止力として運用するという提案を行った。
2023年現在、フランスは戦略原子力潜水艦発射の弾道ミサイルと航空機搭載の空対地ミサイルの2種類の核戦力をもつ。後者の一部が空母搭載の攻撃機に搭載されるのが、フランスの特徴である。2022年8月のNPT再検討会議に提出した報告書（Government of France 2022）によると弾頭数は300 以下であり、潜水艦発射弾道ミサイル数が1隻あたり16基で3隻分あり、空中発射核巡航ミサイル数が54発である。
- 中国

中華人民共和国は核開発を開始した当時国連非加盟であったが（中華民国がその地位にあった）、1964年にアメリカおよびソ連の核への抑止力としてアジアで初めて核兵器の開発に成功、ロプノール周辺において核実験596を実施した。また、初の水爆実験は1967年の第六実験で、原爆開発から32ヶ月での水爆開発は最速である。そしてその後1971年にアルバニア決議によって中華民国の追い出しに成功し名実ともに五大国の一員となる。中国の核兵器保有数は、中国共産党政権がデータを公表していないために不正確である。1993年の米NSCによる見積りでは当時60から70の核弾頭を保有であった。2004年の米国防情報局による情報ではアメリカを目標としたICBMが20発配備済であった。2006年の米国防情報局による情報では中国は100以上の核弾頭を保持している。
中国は核の先制不使用を宣言しており、「いかなる時、いかなる状況においても、非核国および非核地帯に対して核兵器を使用せず、また核兵器による圧力を掛けることもない」と主張している。一方で中国軍少将の朱成虎は「台湾海峡での武力紛争にアメリカが介入し、中国を攻撃するなら、中国は対米核攻撃に踏み切る用意がある」、アメリカとの軍事衝突が起きた場合には「中国は西安以東のすべての都市が破壊されることを覚悟する。もちろんアメリカも、数多くの都市が中国によって破壊されることを覚悟しなければならない」と発言し、また「政府はすべての幻想を捨て、あらゆる力を集中して核兵器を増やし、10年以内に地球人口の半分以上を消滅できるようにしなければならない。」「アメリカは強大な国力を保っているので、徹底的に消滅させないと、将来大患になる。アメリカに対しては、我が国が保有する核の1/10で充分だ。台湾、日本、インド、東南アジアは人口密集の地域であり、人口消滅のための核攻撃の主要目標となる。」と発言した。
2021年、米科学者連盟等の推計によれば、中国は350発の核弾頭を保有している。

### その他（NPT非加盟国）
- イスラエル

イスラエルはNPTを批准していない。国際社会から核兵器保有はほぼ確実視されているが、公式には保有に関して肯定も否定もしない「曖昧政策」を取っている。
ディモナで数百発開発し（モルデハイ・ヴァヌヌの内部告発）、インド洋上で南アフリカと合同で核実験を実施済との主張もあるが、真偽は不明である。また、1979年9月に、南極近くのブーベ島とプリンス・エドワード諸島の間で大規模な爆発が観測され（ヴェラ事件）、いずれかの国々が核実験を行ったのではないかとの指摘があったが、これも核実験とは確定されていない。2009年にはストックホルム国際平和研究所がイスラエルを核兵器保有国と認定した 。
イスラエルの核戦力に関する情報は極めて限定的であるが、2種類の地上発射弾道ミサイル、航空機搭載爆弾を保有していると見られている。さらに、国外に展開する潜水艦において核巡航ミサイルを搭載している可能性もかねてより指摘されている。2023年現在、90発の核弾頭を保有しているものとみられている。
- インド

インドは、これまで一度もNPTを批准していない。
1974年に中国とパキスタンへの抑止力として「微笑むブッダ」というコードネームで知られる核実験を実施し、6番目の核保有国となった。当時は平和目的の核利用と主張していた。その後1998年に、兵器として利用可能な核実験を行なった。この2回の核実験は、カシミール問題で深く対立し、1947年（第一次印パ戦争）以来3度戦火を交えているパキスタンに対する示威行為であったと考えられている。
インドは、米国やロシアと同じように、核兵器の三本柱の確立を目指しており、核戦力の増強と近代化を進めている。背景には、隣国パキスタンとの長年にわたる緊張関係があるが、近年においてはインド全土を射程に収めるミサイルを保有する中国に対する抑止政策としての比重が高まっており、国境をめぐる印中両軍の衝突はこうした傾向をより一層強めるものとなっている。インドは従前より先行不使用政策を公言しているが、その信頼性には疑問が投げかけられている。
2023年6月現在の保有核弾頭数を165発と推定される。弾頭は配備されておらず、中央貯蔵施設に置かれていると見られていたが、近年、即応性を高めるための諸措置が図られているとの指摘もある。
- パキスタン

パキスタンもインド同様、NPTを一度も批准していない。インドに対抗して1998年に核実験を実施し、公式に7番目の核保有国となった。また、パキスタンの核開発には、中国や北朝鮮、そして日本企業の関与も疑われている。
- 北朝鮮

1998年5月30日にパキスタン国内において代理核実験を行ったとする説がある。北朝鮮内部においてもアメリカおよび韓国に対抗して、2003年にNPTを脱退表明し、その後は2006年10月、2009年5月、2013年2月、2016年1月と9月、2017年9月の合計6回の公式核実験を実施した。また博士のアブドゥル・カディール・カーンの告白より、パキスタンの核技術が流れている疑惑もある。
2017年現在、北朝鮮は最大60発の核弾頭を作ることができる分量の核兵器原料を既に保有しているという。

### 核開発の疑惑がある国々
- イラン

1960年代から核開発計画があったとされているが、2002年に反体制派の暴露により核開発計画が露呈した。2003年にはIAEAの検証活動を通して、ウラン濃縮など核開発に繋がる原子力活動を国際社会の承認なしに行ってきたことが明らかになり、2006年4月に正式に核開発を認めた。しかしイランはこれを平和利用のみと主張している。2009年4月9日、大統領のマフムード・アフマディーネジャードはウラン濃縮用の新型遠心分離機をテストしたと発表、核兵器開発へ繋がる原子力活動を中止しない姿勢を示した。
- シリア

2007年にプルトニウム関連施設が北朝鮮の技術支援で建設されたと考えられている。
アメリカ政府が2008年4月に北朝鮮との関わりを発表したが、当の北朝鮮当局はこれを否定している。イスラエル・シリア両国によって詳細は明らかにされていないが、当該施設は2007年9月6日のイスラエル空軍の空爆で破壊されたと考えられている。
- ミャンマー

オーストラリア紙『シドニー・モーニング・ヘラルド』の2009年掲載記事によると、ミャンマーからの2人の亡命者の証言として、北朝鮮の協力で、極秘裏に核施設を建設している、とされた。2014年までに原爆を保有することを目指していると報じられた。しかし、2002年にミャンマーはIAEAの査察を受け入れており、それによると核の軍事転用は不可能だとの意見も存在する。
2010年6月4日、中東の衛星テレビ局「アルジャジーラ」は、ミャンマー軍政が核兵器開発に着手した証拠があると報じた。2012年6月2日に国防相のフラ・ミンがセイン政権下で核開発は停止されたとし、同時に平和利用が目的であり、核兵器開発の意図は無かったとしている。

### 核共有国
- ドイツ
- イタリア
- オランダ
- ベルギー
- ベラルーシ

過去の参加国
- カナダ
- ギリシャ
- トルコ

NATOの核共有協定に基づいて、アメリカは上記4ヶ国に核兵器を備蓄・配備している。なおカナダ（1984年まで）・ギリシャ（2001年まで）・トルコ（2005年まで）もかつて加盟していた。2023年ロシアはベラルーシに戦術核兵器を配備した。

## 過去の核保有国
- 南アフリカ

南アフリカは1974年から1989年にかけて6発の原爆を製造した。冷戦終結に伴うアフリカ派遣キューバ軍撤退など軍事的脅威の減少と、アパルトヘイト政策終了により誕生が確実視されていた黒人政権の核保有阻止のため、1990年に全て解体した。イスラエルと協力したと見られており、1979年にインド洋上で核実験を行なったとされるが（前述のヴェラ事件）、真偽は不明である。なお1991年に南アフリカはNPTを批准し、現在は核兵器を保有していない。

### ソ連の一部であった国々
- ウクライナ（ 旧ウクライナ共和国）

ソ連崩壊に伴い受け継いだ核戦力は戦略核弾頭1514～2156発、戦術核2800～4200発、ICBM30～43基、大型爆撃機30～43機で、1991年時点では世界第3位の核保有国だった。1994年に核兵器放棄を決定し、1996年までにはそれらの核兵器を自主的に放棄、またはロシアへ移管している。運搬手段であったICBMの解体は2019年時点も完了していない。ウクライナ側の核兵器廃棄交渉担当だったユーリ・コステンコは、ウクライナ国内に残された核兵器の操作権限はロシアが握っていたため使用は不可能であったが、それでもウクライナ国内での解体を目指したものの、ロシアや国内親露派の圧力でロシアへの移送を余儀なくされたと回想している。
ウクライナ東部紛争（2014年～）を受けて、核兵器再保有論も提起された。また、国際政治学者のイアン・ブレマーは、ロシアがウクライナに侵攻した現実を目の当たりにした世界には「ウクライナも、核があればロシアによる侵攻を防げたはず」と思う国々があるだろうが、それは危険な考えだと語っている。
- ベラルーシ（ 旧ベラルーシ共和国）

ソ連崩壊時には81発の核ミサイル弾頭が領土内に保管されていたが、1996年までには核弾頭は全てロシアに移管された。
- カザフスタン（ 旧カザフスタン共和国）

1400発の核をソ連から受け継いだ。1995年には全てロシアへ移管された。
現在ではこれら3ヶ国は全てNPTに調印しており、もはや核兵器を保有していない。テロリストや他国への核兵器流出を防ぐため、アメリカは旧ソ連諸国の非核化を支援する「ナン・ルーガー計画」を実施した。130億ドル以上を投じて7,600個以上の核弾頭を解体し、核技術者らに再就職先を確保するなどした。

## 過去に核兵器を開発・配備していた国
- 日本

日本は第二次世界大戦中、理化学研究所などが核兵器の開発を目指していたが研究レベルであった。大戦末期の1945年8月、広島・長崎両市に世界初の核攻撃をアメリカから受けている。
また戦後沖縄が返還される70年代まで、極秘裏に沖縄にアメリカの核兵器が配備されていた。
国内では核武装論も存在するが、日本政府は唯一の戦争被爆国として原子力の平和利用に徹し、核軍縮・不拡散外交としてNPTや包括的核実験禁止条約（CTBT）を批准し、IAEAに協力している
- ドイツ（ヒトラー政権下）

第二次世界大戦中に研究。
- スウェーデン

武装中立の国是のため開発を行ったが、1970年にNPTを批准して計画を完全中止。2001年に発表。
- スイス

武装中立の国是のため開発を行ったが、冷戦終結のため1988年に核開発を放棄（1995年発表）。
- ブラジル

アルゼンチンとの対立から軍事政権期に核開発計画を進め、1970年代から西ドイツやイラクと核取引を試み、1984年に中国から手に入れた兵器利用可能な濃縮ウランを所持し、1987年にウラン濃縮能力があることを公表。しかし、1990年にアルゼンチンと共同で核兵器開発を禁じた。
- アルゼンチン

ブラジルとの対立から軍事政権期に核開発計画を進め、1980年代前半から中国やソ連の濃縮ウランを入手し、1983年にはウラン濃縮能力があることを公表。しかし、1988年にブラジルが計画を放棄したことから1990年に両国共同で核兵器開発の禁止を宣言。
- イラク（フセイン政権下）

イスラエルやイランとの対立からフランスとの協力で開発を行ったが、イスラエルによる空爆で頓挫。その後核開発疑惑など大量破壊兵器の存在を口実に侵攻された（イラク戦争）。
- リビア（カッザーフィー政権下）

2003年に核開発計画を公表し、廃棄した。北朝鮮へ核兵器廃棄を求める動きの中で、しばしば「リビア方式」として言及される。
- アルジェリア

リビアに対抗して中国との協力で開発を極秘で1983年から行ったが、アメリカの圧力で1991年に核施設へのIAEAの査察を受け入れて1995年にNPTに加盟した。
- 台湾

中国との対立から開発成功寸前まで行ったが、米CIAの工作などで頓挫。開発を行っていた事実を2007年に認めた。
- 韓国

中国や北朝鮮との対立から朴正煕政権下の1970年代に極秘に核開発を行おうとしたが、朴正煕の暗殺やアメリカなどによる牽制で頓挫。1991年に大統領の盧泰愚が非核化宣言を行った。その後2004年になり、1982年にも使用済み核燃料棒から微量のプルトニウムを抽出していたことや、2000年にウラン濃縮実験を行っていたことが明らかになり、外国メディアから核開発疑惑を持たれた。